# Comtat de Tancarville
El comtat de Tancarville fou una jurisdicció feudal de Normandia centrada al castell de Tancarville construït per Raül, camarlenc del duc de Normandia, al segle xi.
Raül hauria participat en la conquesta d'Anglaterra (1066) i es va casar amb Avica sent pares de Raül, Nil i Guillem I. Aquest darrer és esmentat com a camarlenc de Tancarville en diverses donacions i es va casar amb Matilde, filla de Guillem d'Arques tenint tres fills, Rabel, Robert i Lucia (casada amb Guillem de Vernon senyor de Reviers) 
Rabel el va succeir es va casar amb Agnes; és esmentat en carta del 1128 quan el pare encara era viu, i segurament el va succeir el 1130. Encara és anomenar cambrer o camarlenc en carta datada entre 1185 i 1189. El va succeir el seu fill Guillem II. Es va casar amb Alix i fou el pare de Raül que és esmentat com a camarlenc en una carta sense data que seria posterior al 1200. Va tenir un fill, Guillem III, que el devia succeir en data desconeguda constant en carta datada vers 1205. Va tenir un fill, Guillem IV, després del qual la successió és incerta però va passar a una neta o besneta de nom Joana.
El 1316 Joana de Tancarville, hereva del senyor de Tancarville, es va casar amb Joan I vescomte de Melun que es va titular comte de Tancarville per dret uxori. El seu net Joan III va heretar el comtat de la seva àvia el 1364 separant-lo de la jurisdicció de Longueville. Joan III, casat amb Ida de Marigny, no van tenir fills i el va succeir el seu germà Guillem que va morir en la batalla d'Azincourt el 25 d'octubre de 1415; estava casat amb Joana de Parthenay senyora de Samblancay i a la seva mort deixava una filla Margarita, i una germana també anomenada Margarita. La filla va heretar el vescomtat de Melun i el comtat de Tancarville i els va aportar al seu marit Jaume II d'Harcourt senyor de Montgomery (+1428). Conquerida Normandia pels anglesos el 1418 el títol de comte de Tancarville (en anglès Earl de Tankerville) fou donat a John Grey (Joan de Gray), mentre el rei francès reconeixia als Harcourt com a titulars nominals.
John Grey (Joan de Gray) va morir el 1421 i el va succeir el seu fill Enric Grey (1421–1450) i després el fill d'aquest, Ricard Grey (1436–1466) que va perdre el comtat el 1459 quan es va produir l'expulsió dels anglesos. El castell fou llavors retornat als Harcourt en la persona del famós Dunois, i en endavant va quedar unit a Longueville que fou comtat fins al 1505 i ducat des d'aquest any sent llavors Tancarville una simple dependència del ducat.

## Senyors i comtes de Tancarville
- Raül vers 1066-1100
- Guillem I vers 1100-1130
- Rabel vers 1130-1187
- Guillem II vers 1187-1205
- Guillem III vers 1205-?
- Guillem IV segle xiii
- Desconegut/s vers 1300
- Joana vers 1316-1364 casada el 1316 amb Joan I de Melun, primer que es va titular comte
- Joan I de Melun vers 1316-1359
- Joan II 1364-1385
- Guillem V 1385-1415
- Margarita 1415-1418
- John Grey (Joan de Gray) 1418-1421
- Enric Grey 1421-1450
- Ricard Grey 1450-1459
- A la casa d'Harcourt, unida al comtat de Longueville
- Joan d'Orleans comte de Dunois 1454-1468
- Francesc I 1468-1491
- Francesc II 1491-1513 (primer duc de Longueville)
- Ramona que va morir el 1513-1515
- Lluís I 1515-1516
- Claudi 1516-1524
- Lluís II 1524-1537
- Francesc III el petit duc 1537-1551
- Lleonori 1551-1573
- Enric I 1573-1595
- Enric II 1595-1663
- Joan Lluís 1663-1664
- Carles 1664-1672